# Igreja de Nossa Senhora do Rosário (Goa Velha)
A Igreja de Nossa Senhora do Rosário é um templo católico, a mais antiga igreja ainda em pé em Goa Velha. Faz parte do conjunto pertencente ao patrimônio da Humanidade de Igrejas e Conventos de Goa.

## História
A construção da igreja foi motivada por Afonso de Albuquerque, que ao saber da conquista da cidade de Goa, teria prometido edificar uma ermida a Nossa Senhora do Rosário no lugar onde se encontrava, ou seja, no topo noroeste do Monte Santo, próximo da estrada que liga a Goa Velha a Pangim.
As informações sobre sua construção não são claras, mas segundo um documento de 1774, oficiais do reino estiveram na igreja. Numa carta de 1548 para o rei João III de Portugal, os membros da Confraria de Nossa Senhora do Rosário parecem indicar que a igreja atual resultou da ampliação da ermida original.

## Arquitetura

### Exterior
O pórtico da igreja, em dois pavimentos, é flanqueado por torres cilíndricas com cúpulas encimadas por cruzes e janelas nos altos, dando a impressão de uma fortaleza.
Destaca-se a torre-fachada de três pisos, com contrafortes cilíndricos nos cantos frontais e torres igualmente cilíndricas nos ângulos com a nave. A torre sul contém uma escada em caracol de acesso ao coro alto, no segundo piso da torre‑fachada, e a torre norte encerra no seu piso térreo a capela batismal. No último piso da torre-fachada, marcado nas esquinas por colunelos, abrem-se janelas de volta inteira, onde estão suspensos sinos.

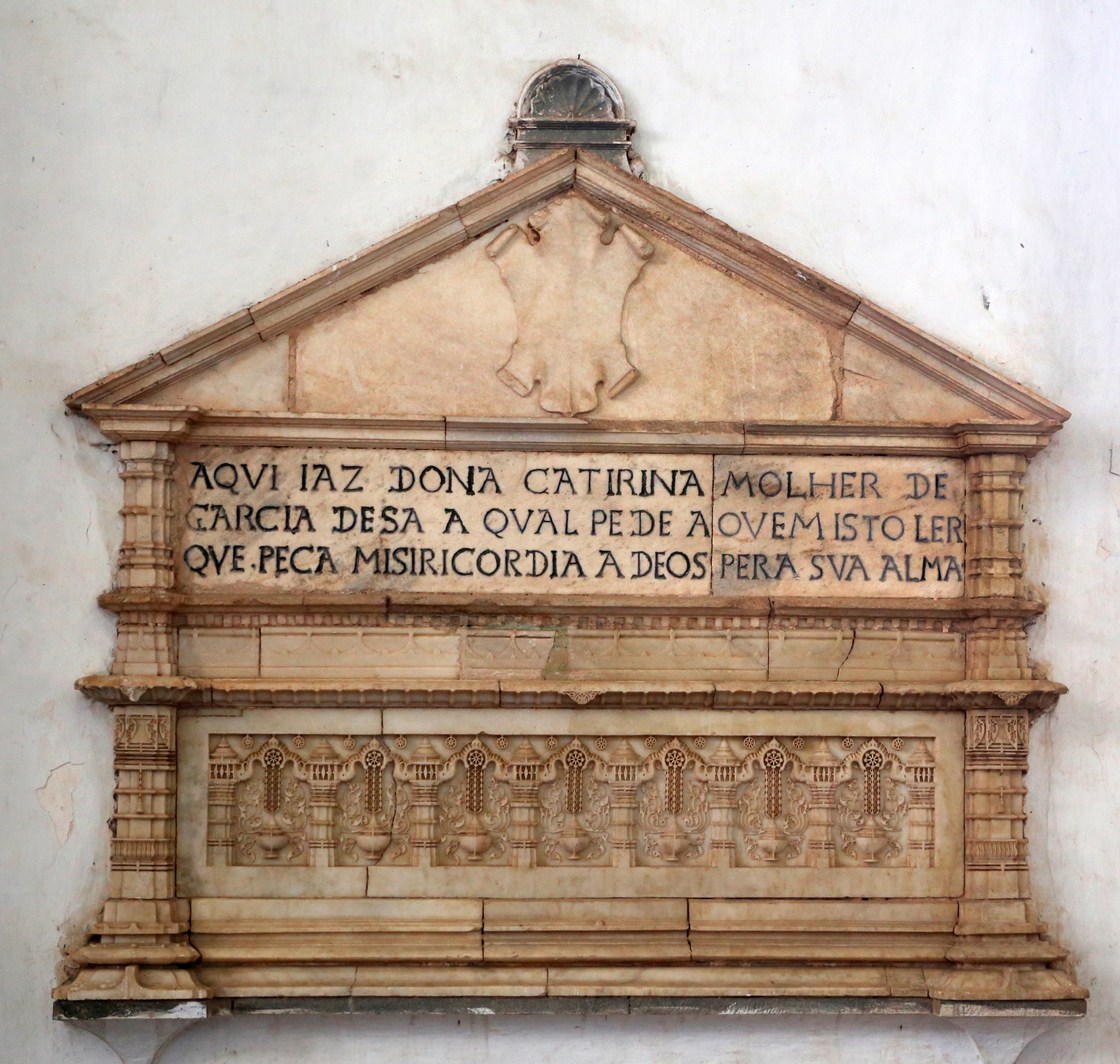
Cenotáfio de Dona Catarina (séc. XVI)

### Interior
No interior, há duas capelas e três altares, com uma imagem de Nossa Senhora do Rosário no altar principal. O estilo gótico manifesta-se na abóbada do pórtico e da capela-mor, já o estilo manuelino encontra-se presente tanto no exterior como no interior do templo, sobretudo nas molduras dos portais.
Na capela-mor, além do retábulo dedicado a Nossa Senhora do Rosário, há na parede um cenotáfio de alabastro esculpido em estilo persa ou hindu, com a inscrição: "Aqui jaz Dona Catarina, mulher de Garcia de Sá, a qual pede a quem isto ler que peça misericórida a Deus para sua alma". No pavimento abaixo encontra-se a campa de Garcia de Sá (morto em 1549), sucessor de João de Castro como Governador da Índia.